# 克勒施特勒
克勒施特勒是奥地利福拉尔贝格州布卢登茨县的一个市镇。总面积62.31平方公里，总人口746人，人口密度12.0人/平方公里（2005年）。